# Larisa Zavarzina
Larisa Zavarzina (en ruso: Лариса Заварзина; 24 de diciembre de 1955) es una deportista soviética que compitió en remo. Ganó una medalla de oro en el Campeonato Mundial de Remo de 1982, en la prueba de cuatro con timonel.

## Palmarés internacional
| Campeonato Mundial | Campeonato Mundial | Campeonato Mundial | Campeonato Mundial |
| Año                | Lugar              | Medalla            | Prueba             |
| ------------------ | ------------------ | ------------------ | ------------------ |
| 1982               | Lucerna (Suiza)    | Medalla de oro     | Cuatro con timonel |